# Martin Pieckenhagen
Martin Pieckenhagen (15 de noviembre de 1971) es un futbolista alemán, se desempeña como guardameta y actualmente juega en el Maguncia 05.

## Clubes
| Club                   | País         | Año         |
| ---------------------- | ------------ | ----------- |
| 1. FC Union Berlin     | Alemania     | 1991 - 1993 |
| Tennis Borussia Berlin | Alemania     | 1993 - 1994 |
| MSV Duisburgo          | Alemania     | 1994 - 1996 |
| Hansa Rostock          | Alemania     | 1996 - 2001 |
| Hamburgo SV            | Alemania     | 2001 - 2005 |
| Heracles Almelo        | Países Bajos | 2005 - 2010 |
| Maguncia 05            | Alemania     | 2010 -      |